# Melaleuca calothamnoides
Melaleuca calothamnoides är en myrtenväxtart som beskrevs av Ferdinand von Mueller. Melaleuca calothamnoides ingår i släktet Melaleuca och familjen myrtenväxter. Inga underarter finns listade i Catalogue of Life.